# Diócesis de Imperatriz
La diócesis de Imperatriz (en latín: Dioecesis Imperatricis y en portugués: Diocese de Imperatriz) es una circunscripción eclesiástica de la Iglesia católica en Brasil. Se trata de una diócesis latina, sufragánea de la arquidiócesis de São Luís do Maranhão. Desde el 19 de abril de 2017 su obispo es Vilson Basso, de los Sacerdotes del Sagrado Corazón de Jesús.

## Territorio y organización
La diócesis tiene 25 958 km² y extiende su jurisdicción sobre los fieles católicos de rito latino residentes la parte occidental del estado de Maranhão en los cuatro municipios de Imperatriz, Açailândia, Amarante do Maranhão y João Lisboa.
La sede de la diócesis se encuentra en la ciudad de Imperatriz, en donde se halla la Catedral de Nuestra Señora de Fátima.
En 2021 en la diócesis existían 24 parroquias. 

## Historia
La diócesis fue erigida el 27 de junio de 1987 con la bula Quae maiori Christifidelium del papa Juan Pablo II, obteniendo el territorio de la diócesis de Carolina.

## Estadísticas
Según el Anuario Pontificio 2022 la diócesis tenía a fines de 2021 un total de 354 930 fieles bautizados.
| Año                                                                             | Población            | Población | Población      | Sacerdotes | Sacerdotes    | Sacerdotes    | Bautizados por sacerdote | Diáconos permanentes | Religiosos | Religiosos | Parroquias |
| Año                                                                             | Bautizados católicos | Total     | % de católicos | Total      | Clero secular | Clero regular | Bautizados por sacerdote | Diáconos permanentes | Varones    | Mujeres    | Parroquias |
| ------------------------------------------------------------------------------- | -------------------- | --------- | -------------- | ---------- | ------------- | ------------- | ------------------------ | -------------------- | ---------- | ---------- | ---------- |
| 1990                                                                            | 357 000              | 459 000   | 77.8           | 17         | 6             | 11            | 21 000                   |                      | 11         | 59         | 18         |
| 1998                                                                            | 490 000              | 562 000   | 87.2           | 30         | 13            | 17            | 16 333                   |                      | 18         | 51         | 21         |
| 2001                                                                            | 373 603              | 467 004   | 80.0           | 28         | 10            | 18            | 13 342                   |                      | 19         | 51         | 21         |
| 2002                                                                            | 373 603              | 467 004   | 80.0           | 29         | 10            | 19            | 12 882                   | 1                    | 23         | 50         | 21         |
| 2003                                                                            | 380 000              | 467 004   | 81.4           | 36         | 18            | 18            | 10 555                   | 1                    | 21         | 49         | 25         |
| 2004                                                                            | 376 000              | 470 000   | 80.0           | 35         | 17            | 18            | 10 742                   | 1                    | 22         | 50         | 25         |
| 2006                                                                            | 376 000              | 470 000   | 80.0           | 40         | 22            | 18            | 9400                     | 3                    | 21         | 58         | 25         |
| 2013                                                                            | 411 000              | 514 000   | 80.0           | 45         | 28            | 17            | 9133                     | 1                    | 23         | 45         | 26         |
| 2016                                                                            | 315 218              | 562 890   | 56.0           | 44         | 30            | 14            | 7164                     |                      | 16         | 38         | 28         |
| 2019                                                                            | 349 700              | 572 370   | 61.1           | 52         | 35            | 17            | 6725                     | 1                    | 18         | 50         | 31         |
| 2021                                                                            | 354 930              | 580 940   | 61.1           | 56         | 39            | 17            | 6338                     | 1                    | 18         | 50         | 31         |
| Fuente: Catholic-Hierarchy, que a su vez toma los datos del Anuario Pontificio. |                      |           |                |            |               |               |                          |                      |            |            |            |

## Episcopologio
- Affonso Felippe Gregory † (16 de julio de 1987-3 de agosto de 2005 retirado)
- Gilberto Pastana de Oliveira (3 de agosto de 2005-18 de mayo de 2016 nombrado obispo coadjutor de Crato)
- Vilson Basso, S.C.I., desde el 19 de abril de 2017